# Рапатовська сільська рада
Рапа́товська сільська рада (рос. Рапатовский сельский совет) — муніципальне утворення у складі Чекмагушівського району Башкортостану, Росія. Адміністративний центр — село Рапатово.

## Населення
Населення — 854 особи (2019, 1045 у 2010, 1163 у 2002).

## Склад
До складу поселення входять такі населені пункти:
| Населений пункт          | Населення, осіб (2002) | Населення, осіб (2010) |
| ------------------------ | ---------------------- | ---------------------- |
| Новобіккіно, село        | 249                    | 211                    |
| Новоресмекеєво, присілок | 6                      | 4                      |
| Рапатово, село           | 908                    | 830                    |